# Ricardo Alventosa
Ricardo Alventosa (Buenos Aires, Argentina, 31 de octubre de 1937-Buenos Aires, 7 de noviembre de 1995) fue un guionista y director de cine.

## Aspectos ideológicos
Cuando las películas de la generación del sesenta, salvo las de temática social o rural como Los inundados o Shunko, eran mal recibidas por los críticos, Alventosa opinó en relación con ello:

"Somos europeístas, los argentinos somos naturalmente europeístas, pues nuestra civilización, nuestra cultura, son de extracción europea. Somos europeístas, claro que sí, por nuestra formación. Es obvio. En contra de esto hay quienes invocan falsos nacionalismos. Creen que porque los europeos no se inspiran en fuentes americanas son más nacionalistas. Y esto es ignorar que la corriente cultural americana es, vuelvo a repetir de origen europeo".

En 1968 el gobierno de Juan Carlos Onganía le encargó la realización de un documental de propaganda institucional de 15 minutos referido al plan de erradicación de villas de emergencia que estaba llevando a cabo. Mediante la utilización de elementos tales como la puesta de cámara, del montaje, y de la relación entre palabra e imagen, el director produjo una película que, en forma opuesta al discurso del gobierno y al propósito del filme, abría interrogantes y dudas acerca de los objetivos de sociabilidad y progreso perseguidos por ese plan.
Ricardo Alventosa filmó una serie de películas documentales de corta duración (10 minutos) con guion y producción de Luis María Aller Atucha que procedía bajo la orientación y supervisión del pastor Luis Parrilla, director de una escuela ubicada en el barrio de Villa Mitre en Buenos Aires. Se trataba de un material dedicado a educación en anticoncepción y educación sexual para jóvenes entre los que sobresalió un dibujo animado destinado a preadolescentes por titulado Estás creciendo que tuvo muchísima aceptación a nivel nacional e internacional y ganó en 1976, el premio de la Organización de las Naciones Unidas al mejor corto educativo, que le fue entregado en Nueva York.

## Filmografía
Director
- Chau, papá (1987)
- El principio del fin (también conocida como Plan de Erradicación de villas de emergencia) (1968) cortometraje
- Cómo seducir a una mujer (1967)
- Gotán (1965)
- La herencia (1964)
- Sin memoria (1961)

Guionista
- Chau, papá (1987)
- Cómo seducir a una mujer (1967)
- Gotán (1965)
- La herencia (1964)

Productor
- Gotán (1965)